# Estenosis pulmonar
La estenosis de la válvula pulmonar es una patología cardíaca en la que el flujo de sangre que sale desde el ventrículo derecho hacia la arteria pulmonar, es obstruido a nivel de la válvula pulmonar. Eso resulta en una reducción del flujo de sangre hacia los pulmones.La estenosis pulmonar valvular es una cardiopatía congénita. Raras veces es adquirida. Es una cardiopatía frecuente en el síndrome de Noonan.

## Síntomas
Los síntomas incluyen:
- Distensión de la vena yugular.
- Cianosis, usualmente visible en las uñas.
- Síntomas de hipoxia.
- Síncopes.

Cuando la estenosis es leve, puede pasar desapercibida por varios años, con radiografía y electrocardiograma normales. Si la estenosis es severa, pueden presentarse además desmayos repentinos, fatiga y mareo con el ejercicio.

## Tratamiento
El tratamiento de elección es la valvuloplastia pulmonar. Mediante cateterismo se dilata la válvula mejorando la eficiencia del tracto de salida del VD. La reparación quirúrgica puede ser indicada o, dependiendo de la gravedad y la localización de la estenosis, el reemplazo de la válvula.